# 憶神星
憶神星（小行星序號：57 Mnemosyne， /nɪˈmɒsɪniː/ ni-MOSS-i-nee）是卡爾·特奧多爾·羅伯特·路德於1859年9月22日在杜塞道夫發現的一顆大的主小行星帶小行星。它的光譜是S型的組成。它的名字是烏德勒支天文臺台長馬丁·霍克從希臘神話的泰坦族挑選出來的。它的軌道週期與木星有接近2:1通約性，這使它的質量可以經由攝動有效的測量出來。
奧克利天文台在2006年以光度測量出光度曲線，得到期自轉週期為12.06±0.03 h，星等振幅為0.14±0.01，估計轉動速度為113.01±4.46 km，以及質量是(1.26±0.24)×1019 kg。

## 已更正的錯誤中文譯名
憶神星（57 Mnemosyne）的名字是從希臘神話中泰坦族（Titaness）的記憶女神謨涅摩敘涅（Mnemosyne）挑選出來。謨涅摩敘涅最初只是對記憶的擬人化，後來發展為記憶女神。根據赫西俄德（Hesiod）的記載，她是天空之神烏拉諾斯（Uranus）和大地女神蓋亞（Gaia）的女兒。謨涅摩敘涅也是宙斯（Zeus）的眾多情人之一，並為宙斯生下了九個繆斯（Muses 文藝女神）。謨涅摩敘涅一生的故事與龍或者龍的女兒毫無關係。
中國首次出現這顆小行星的中文譯名是由偉烈亞力（Alexander Wylie）和李善蘭翻譯約翰·赫歇爾（John Frederick William Herschel）的《談天》（Outlines of Astronomy），原文1859年由上海墨海書館（The London Missionary Society Press）刊行，當時的譯名是按照記憶女神的意思翻譯為「記女星」，不知道後來為何變成「龍女星」，而非「記神星」。如今，天文學名詞委員會已經更正這項錯誤，正名為憶神星。而龍女星則是小行星(7239) Mobberley。

## 外部連結
- 憶神星 at AstDyS-2, Asteroids—Dynamic Site
  - Ephemeris · Observation prediction · Orbital info · Proper elements · Observational info
- NASA JPL小天體瀏覽器上的憶神星